# Ángel Lekumberri
Ángel Lekumberri García, conosciuto anche come Ángel Lekunberri (Pamplona, 21 gennaio 1970), è un ex calciatore spagnolo di ruolo centrocampista.

## Carriera
Gioca per tre stagioni in Segunda División spagnola con il Bilbao Athletic, senza mai esordire in partite ufficiali con la prima squadra dell'Athletic.
Nel 1994 passa al Compostela con cui debutta finalmente in Primera División. Gioca per sei stagioni con il club galiziano. Disputa le prime quattro stagioni nella Liga e le ultime due in Segunda División. Resta a Santiago fino al 2000, anno in cui si trasferisce all'Osasuna, il club della sua città natale.
Nella stagione 2002-2003 resta fuori dai piani dell'allenatore messicano Javier Aguirre, pertanto, nel gennaio 2003, si trasferisce all'UD Levante, in Segunda División. Con il club valenciano, vince la Segunda División spagnola 2003-2004.
Chiude la carriera in Tercera División, con una seconda tappa al Langreo dal 2004 al 2006 e un ultimo anno al Cudillero.
Dopo il ritiro, lavorò come osservatore dell'Athletic Bilbao, club che adotta una politica di impiego basata esclusivamente su calciatori baschi.

## Palmarès

### Club

#### Competizioni nazionali
- Segunda División spagnola: 1

Levante: 2003-2004